# Titus Verginius Tricostus Caelimontanus (Konsul 448 v. Chr.)
Titus Verginius Tricostus Caelimontanus ist eine Gestalt der frühen Römischen Republik und mutmaßlicher Konsul des Jahres 448 v. Chr. Sein Amtskollege war Herminius Coritinesanus. Aus ihrem Konsulat weiß die römische Geschichtsschreibung nichts zu berichten.
Die Fasti Capitolini lassen die Konsuln des Jahres 448 v. Chr. aus, weshalb sein Name nur aus späteren Quellen bezeugt ist. Sein Vater war möglicherweise Spurius Verginius Tricostus Caelimontanus, Konsul 456 v. Chr.